# Hippocentrum versicolor
Hippocentrum versicolor är en tvåvingeart som beskrevs av Austen 1908. Hippocentrum versicolor ingår i släktet Hippocentrum och familjen bromsar. Inga underarter finns listade i Catalogue of Life.